# Blake Tower
Blake Tower es un personaje ficticio que aparece en los cómics estadounidenses publicados por Marvel Comics. El personaje existe dentro de la corriente principal del Universo Marvel.
Blake Tower es un personaje principal de la serie de televisión Netflix del Marvel Cinematic Universe, Daredevil, donde es interpretado por Stephen Rider. También ha tenido un lugar de invitado en la serie, Luke Cage temporada 1, y es un personaje principal en su temporada 2.

## Historial de publicaciones
Blake Tower apareció por primera vez en Daredevil # 124 y fue creada por Marv Wolfman y Bob Brown.

## Biografía del personaje ficticio
Nacido en Nueva York, Blake Tower se convirtió en un brillante abogado y abrió su propio bufete de abogados. Después de ver el enfrentamiento entre Daredevil y el nuevo Torpedo, Tower compitió con Foggy Nelson para su elección como fiscal de distrito, y su campaña ganó en un deslizamiento de tierra. Entre sus primeras tareas se encontraba la presentación oficial de la computadora de la OMS (Delincuente habitual mundial), el Dr. Armstrong Smith.
Después de una breve reunión con los Heroes for Hire, Luke Cage y Iron Fist, Tower abordó la absolución de Spider-Man contra los cargos por la muerte de George Stacy y Norman Osborn. También trató de ayudar a Spider-Man contra los ataques de J. Jonah Jameson, Spencer Smythe y Spider-Slayer.
Posteriormente, Tower recaudó la declaración del Capitán América sobre un caso relacionado con Batroc el Saltador. Esto lo convirtió en varios enemigos en los círculos criminales y se convirtió en el blanco de un asesino a sueldo, solo fue salvado por la intervención de Luke Cage y Iron Fist. Tower participó en juicios contra Boomerang y Punisher, y luego convenció al supervillano Slyde para que trabajara con su exempleador y lo involucrara en el lavado de dinero. Después del asesinato de su colega Jean DeWolff, Tower ayudó en el proceso del único sospechoso, el Comepecados y la disolución de Heroes for Hire, mientras tanto siguió los procedimientos para traer el cuerpo de Ned Leeds a los Estados Unidos.
Después de una larga asociación con She-Hulk, que terminó debido a la vida agitada de la heroína, Tower participó en la prueba de Peter Parker durante la Saga Clon.
Tower más tarde participó en el juicio del Soldado del Invierno por sus acciones anteriores.

## Marvel Cinematic Universe
Blake Tower es un personaje recurrente en la serie de televisión Netflix del Marvel Cinematic Universe, donde es interpretado por Stephen Rider.
- Tower hace su debut en la temporada 2 de Daredevil.[3] Él es un Fiscal de Distrito Auxiliar, quien es un subordinado de la Fiscal de Distrito de Manhattan, Samantha Reyes. Se convierte en un aliado reacio a Nelson & Murdock después de que uno de sus clientes es asesinado por Punisher y Karen Page se enfrenta a Tower con evidencia de que Reyes lo cruzará.[4] Después de que Reyes es asesinada a tiros en su oficina por hombres que trabajan para el herrero, se promueve a Tower para reemplazarla como fiscal de distrito.[5]
- En Luke Cage, Tower aparece en "Now You're Mine" durante la situación de rehenes de Diamondback en Harlem's Paradise. Se informa a la inspectora Priscilla Ridley sobre Mariah Dillard y sus negociaciones con funcionarios de la ciudad para el suministro de la policía de Nueva York y Unidad de Servicio de Emergencia con balas de Judas, un tipo especial de bala diseñada por Diamondback con el propósito de matar a Luke. Tower está muy preocupado por el movimiento, por temor al daño que las balas de Judas podrían hacer si terminan en manos de criminales.[6] Más tarde reaparece al comienzo de la temporada 2, final, durante la lectura de cargos de Mariah Dillard, presentando el caso de la fiscalía contra Mariah.
- Aunque Blake Tower no aparece en The Defenders, el jefe de Misty Knight, Capitán Strieber, lo menciona cuando Matt, Luke y Jessica son reacios a compartir información sobre La Mano con ellos.
- Al inicio de la temporada 3 de Daredevil, Tower se indigna cuando el FBI permitió que Fisk saliera de la cárcel como parte de un acuerdo informativo. Cuando Foggy trata de convencerlo de que presente cargos contra Fisk, Tower se niega, lo que Foggy toma como una señal de que Tower se niega a hacer algo contra Fisk para no comprometer sus posibilidades de ser reelegido. A sugerencia de Marci, Foggy corre contra Tower como candidato por escrito, y le pide al detective Brett Mahoney que lo presente para dirigirse a una congregación de policía de Nueva York en una función de la Unión de la policía donde Foggy humilla a Tower llamándolo por su falta de acción, obteniendo el respaldo de los oficiales por su escrito en campaña. Cuando Matt, Karen y Foggy logran que el agente Nadeem se pronuncie en contra de Fisk, hacen arreglos para que él haga un acuerdo con Tower, aunque el intento de usar una deposición de gran jurado para detener a Fisk termina fracasando, ya que Fisk ha coaccionado al gran jurado. En el final de la temporada 3, él está entre los que asisten al funeral del padre Lantom, y después del funeral, Foggy oficialmente abandona la carrera y respalda la campaña de reelección de Tower como había prometido anteriormente.